# نانا 10
نانا 10 (بالعبرية: נענע 10) وكانت تُعرف سابقا بـ نانا (مشتقة من نعناع) هي بوابة ويب إسرائيلية، وواحدة من أكبر وسائل الإعلام في إسرائيل على شبكة الإنترنت. موقع البوابة والشبكة على الإنترنت مملوك لكل من الشركة الإسرائيلية 013 Netvision بالإضافة إلى القناة العاشرة الإسرائيلية.
يتكون موقع نانا 10 من منتدى إنترنت وهو مخصص لمناقشة الأخبار وبث الأخبار العاجلة، بالإضافة إلى أقسام أخرى مثل مجلة على الإنترنت وغيرها.

## وصلات خارجية
- موقع نانا 10 (بالعبرية)